# Prinzenpalais (Gotha)

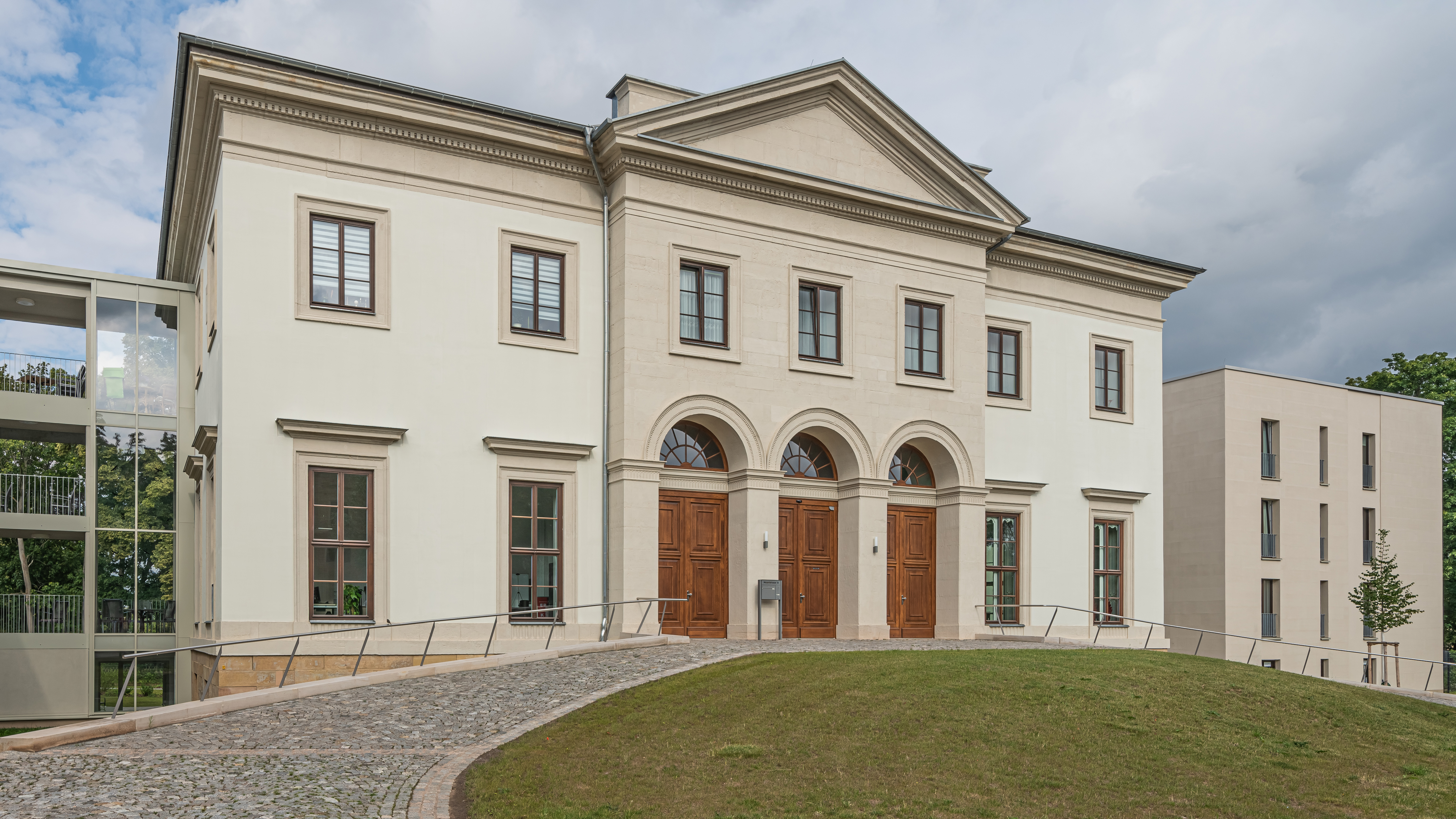
Fassade zur Mozartstraße

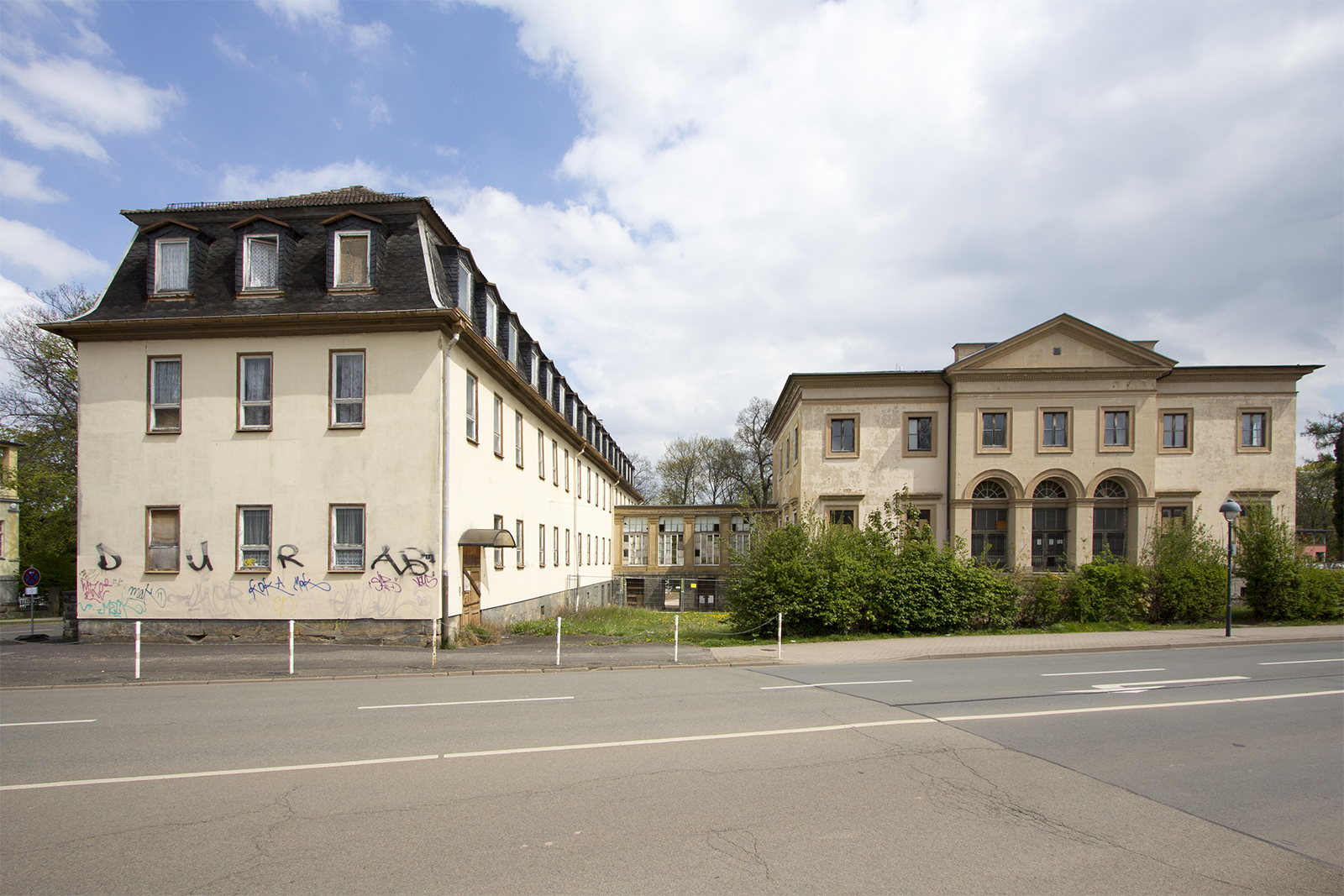
Prinzenpalais mit Kavaliershaus 2017

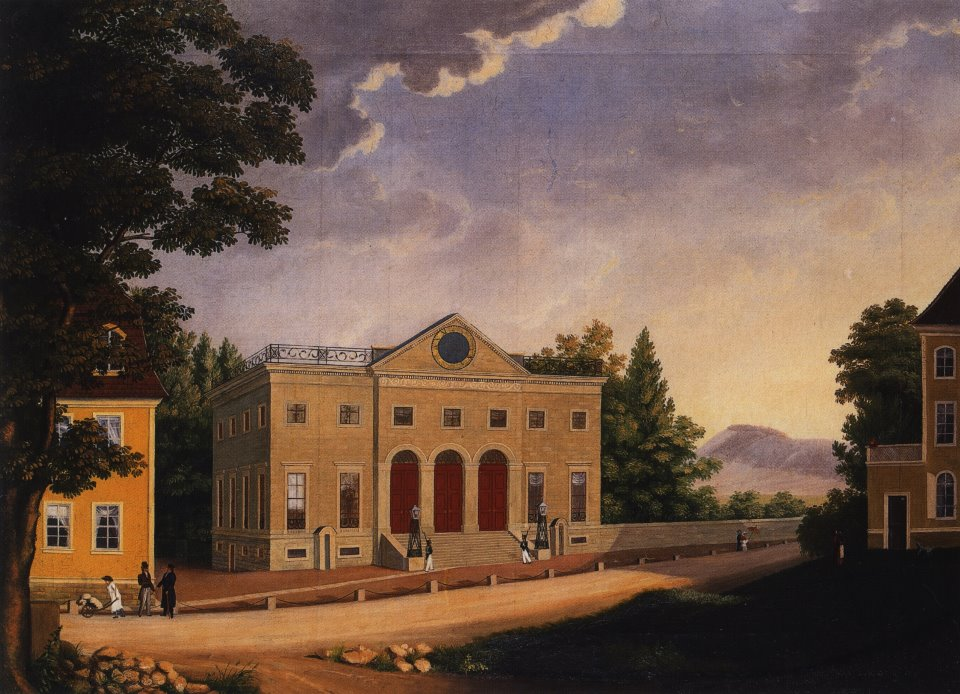
Das Prinzenpalais um 1825

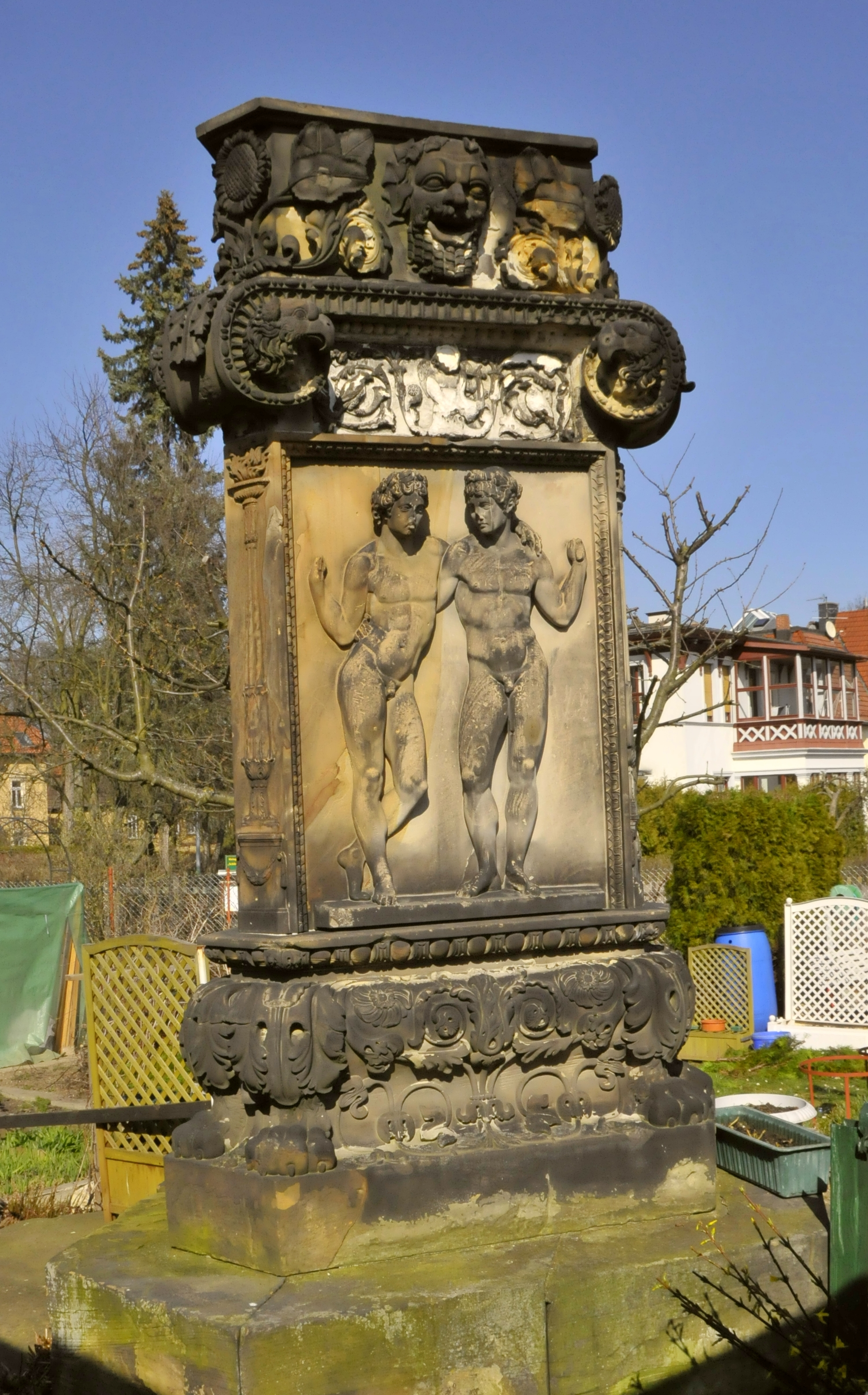
Zwei-Welten-Säule im ehemaligen Park

Brand des Prinzenpalais 1838

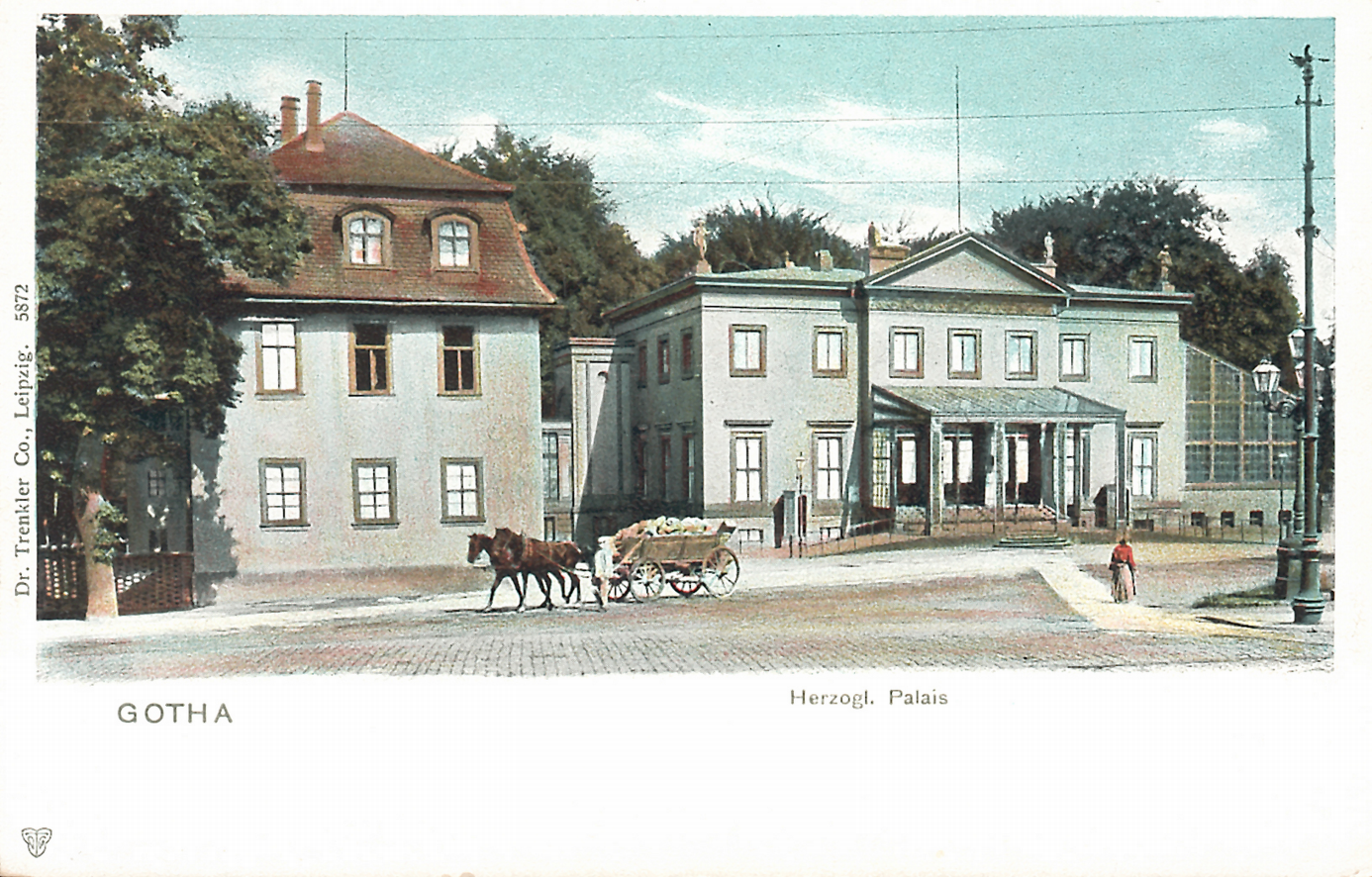
Das Palais um 1910 (Postkarte)

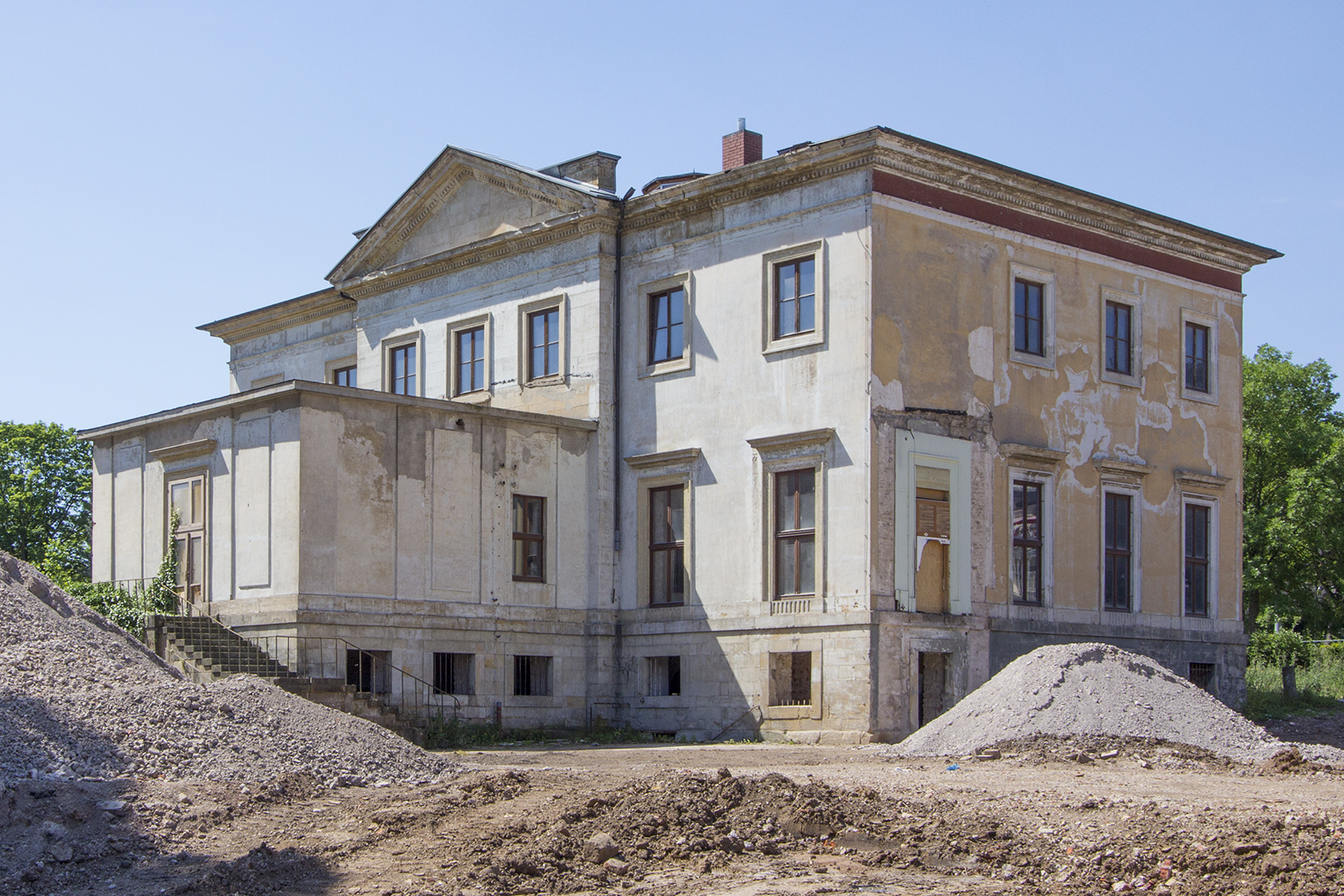
Das Prinzenpalais nach Abriss des Kavaliershauses 2017 (Gartenseite)

Das Prinzenpalais ist eine frühklassizistische Villa in der Mozartstraße 1 in Gotha. Es wurde 1776 erbaut und gehört so neben dem Schloss Wörlitz bei Dessau (1769–1773) und dem Friedericianum in Kassel (1769–1785) zu den frühesten Bauten des Klassizismus in Deutschland. Nach vielen Jahren des Leerstandes wurde das Ensemble, bestehend aus Prinzenpalais und Kavaliershaus, von der AWO AJS gGmbH gekauft. Während das Prinzenpalais umgebaut und aufwendig restauriert wurde, brach man das Kavaliershaus und die Galerie unter Protest ab. Seit dem 6. August 2018 komplettieren zwei seitliche Anbauten mit Flachdach das Gebäude.

## Geschichte
Prinz August von Sachsen-Gotha-Altenburg (1747–1806), der Bruder des regierenden Herzogs Ernst II., ließ das Palais 1776 durch den Regierungsrat Hans Wilhelm von Thümmel (1744–1824) für sich als Villa nach den Regeln Andrea Palladios errichten. Der Prinz hatte zuvor als General in holländischen Diensten gestanden und sich dann nach Gotha zurückgezogen. Er stand in enger Freundschaft mit Goethe und korrespondierte auch mit den anderen Weimarer Zeitgenossen, vor allem mit Herder. Prinz August, der sich mehr als Bürger denn als Fürst verstand, sympathisierte sehr mit den Ideen der Aufklärung und der Französischen Revolution, die er in einem schöngeistigen Kreis in seinem Palais diskutierte. Später ließ er das Palais durch den Gothaer Ingenieuroffizier Carl Christoph Besser (1724–1800) durch ein Kavaliershaus an der Schönen Allee erweitern.
Prinz August starb 1806 und vererbte den gesamten Besitz an seinen Neffen, Prinz Friedrich von Sachsen-Gotha-Altenburg, der als Herzog Friedrich IV. ab 1822 die Regierung antrat. Prinz Friedrich residierte selbst im Prinzenpalais und ließ 1824 den hinter dem Palais befindlichen parkartigen Garten durch ein mit Figurenelementen geschmücktes Monument, die Zwei-Welten-Säule, ausstatten. Bildhauer war der Gothaer Schadow-Schüler Johann Balthasar Jacob Rathgeber (1770–1845).

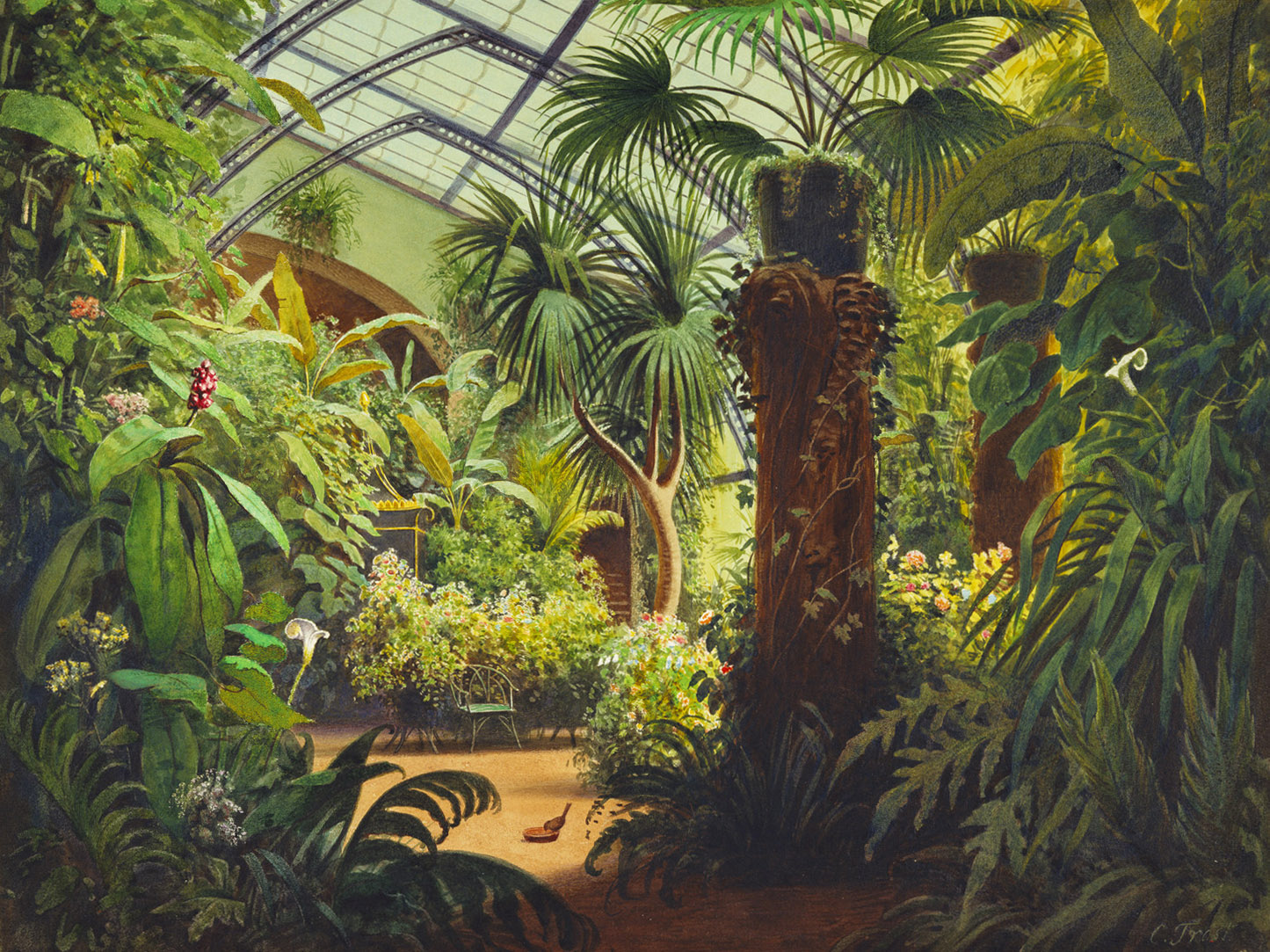
Wintergarten am Prinzenpalais in Gotha, Aquarell von Carl Trost 1851

1826, nach Regierungsantritt Herzog Ernst I. von Sachsen-Coburg-Gotha wurde das Palais von den Herzögen als herzogliches Gästehaus genutzt und entsprechend „Herzogliches Palais“ genannt. 1838 gab es einen Brand im Palais, der das Obergeschoss zerstörte. Beim Wiederaufbau wurde das zentrale Treppenhaus im klassizistischen Stil erneuert und mit einer Laterne versehen. 1848 kam es während der Märzrevolution zu Demonstrationen vor dem Haus. Die Volksmenge setzte letztlich ein neues Staatsgrundgesetz durch, das dann vier Jahre später als eines der fortschrittlichsten Deutschlands in Kraft trat.
In der zweiten Hälfte des 19. Jahrhunderts wurde das Haus auf der Südseite durch einen gläsernen Wintergarten erweitert. Die Vorfahrt wurde mit einem gläsernen Vordach versehen.
Nach dem Ende des Ersten Weltkrieges und der damit verbundenen Abdankung des Gothaer Herzogs gelangte das Anwesen in den Besitz des Landes Thüringen. Durch die gerichtliche Anfechtung der Fürstenabfindung wurde Carl Eduard von Sachsen-Coburg und Gotha seit 1926 wieder Besitzer des Kavaliershauses und des Palais und stellte 1933 die Bauten der SS zur freien Benutzung zur Verfügung. Genutzt wurde der Gebäudekomplex vom Kreisjägermeister, als Geschäftsstelle der SS-Standarte 14 und für Wohnzwecke.
1950, nach erneuter Enteignung des Herzogshauses, wurde das Palais in ein Jugendklubhaus und das Kavaliershaus in eine Jugendherberge mit bis zu 150 Betten umgewandelt. Das Klubhaus diente der FDJ zur Freizeitgestaltung, für Proben und Auftritte von Amateurbands, für Tanzveranstaltungen und für die Messe der Meister von Morgen. Auch der Ortsverband des Motorsportclubs ADMV hatte hier seinen Sitz. Der Park wurde zu einer Kleingartenanlage umgestaltet und es wurde dort ein Luftschutzbunker gebaut.
Nach der Wende 1990 stellten Jugendherberge und Jugendclub ihren Betrieb ein. Seitdem steht das in städtischem Besitz befindliche Anwesen leer und wurde 2013 zum Verkauf angeboten. 2017 begann der Umbau und die Restaurierung des Prinzenpalais durch die AWO AJS gGmbH. Im Gebäude selbst entstanden eine Tagespflegestation für Senioren und drei seniorengerechte Wohnungen. Der Festsaal kann wieder für öffentliche Veranstaltungen genutzt werden. Zusätzlich wurden zwei Flügel angebaut, in denen Seniorenwohngemeinschaften, seniorengerechte Wohnungen und eine Praxis für Logopädie und Ergotherapie untergebracht sind.

## Gebäude

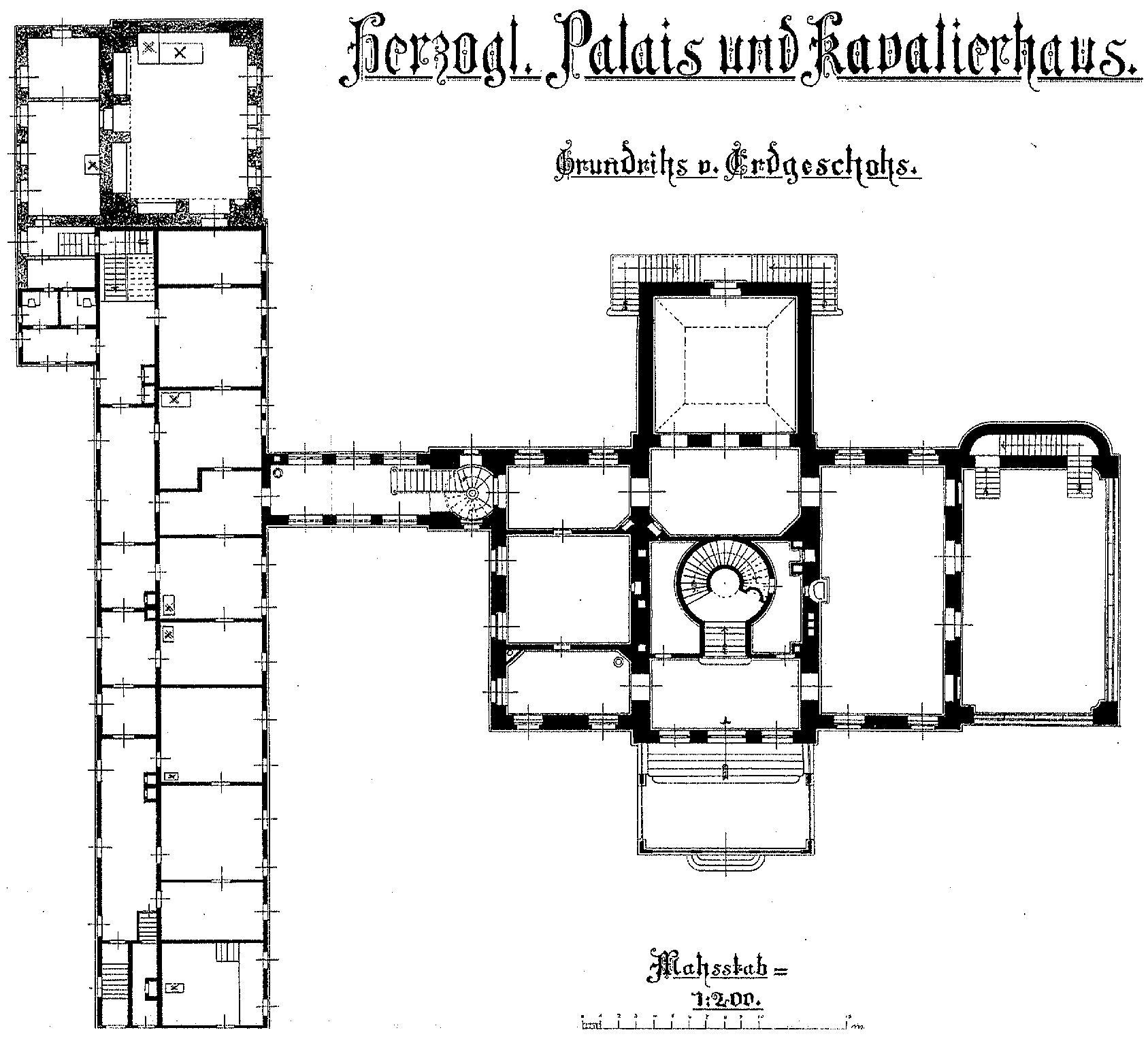
Grundriss Prinzenpalais und Kavaliershaus von 1904

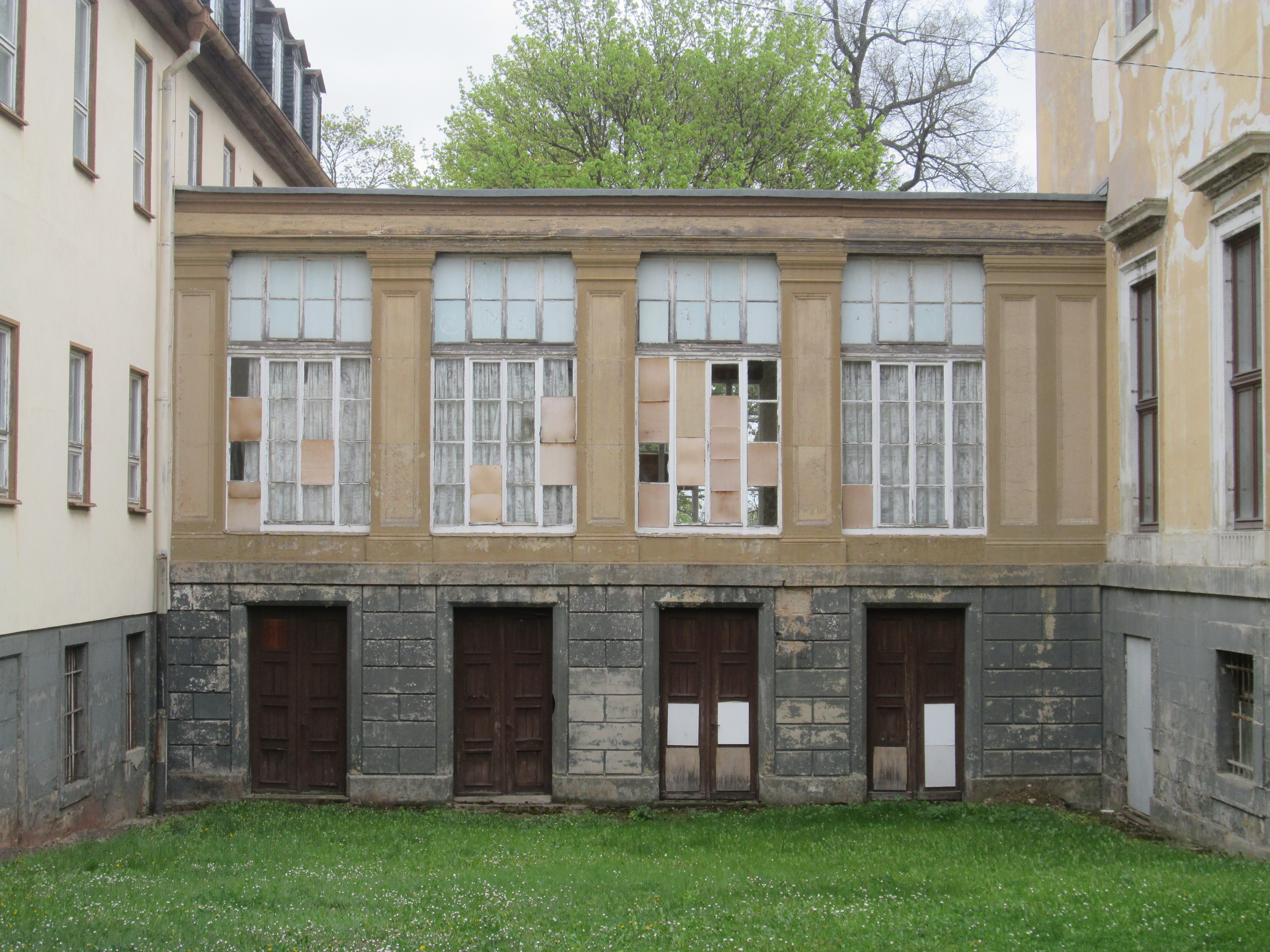
Galerie zum Kavaliershaus 2014 (abgerissen)

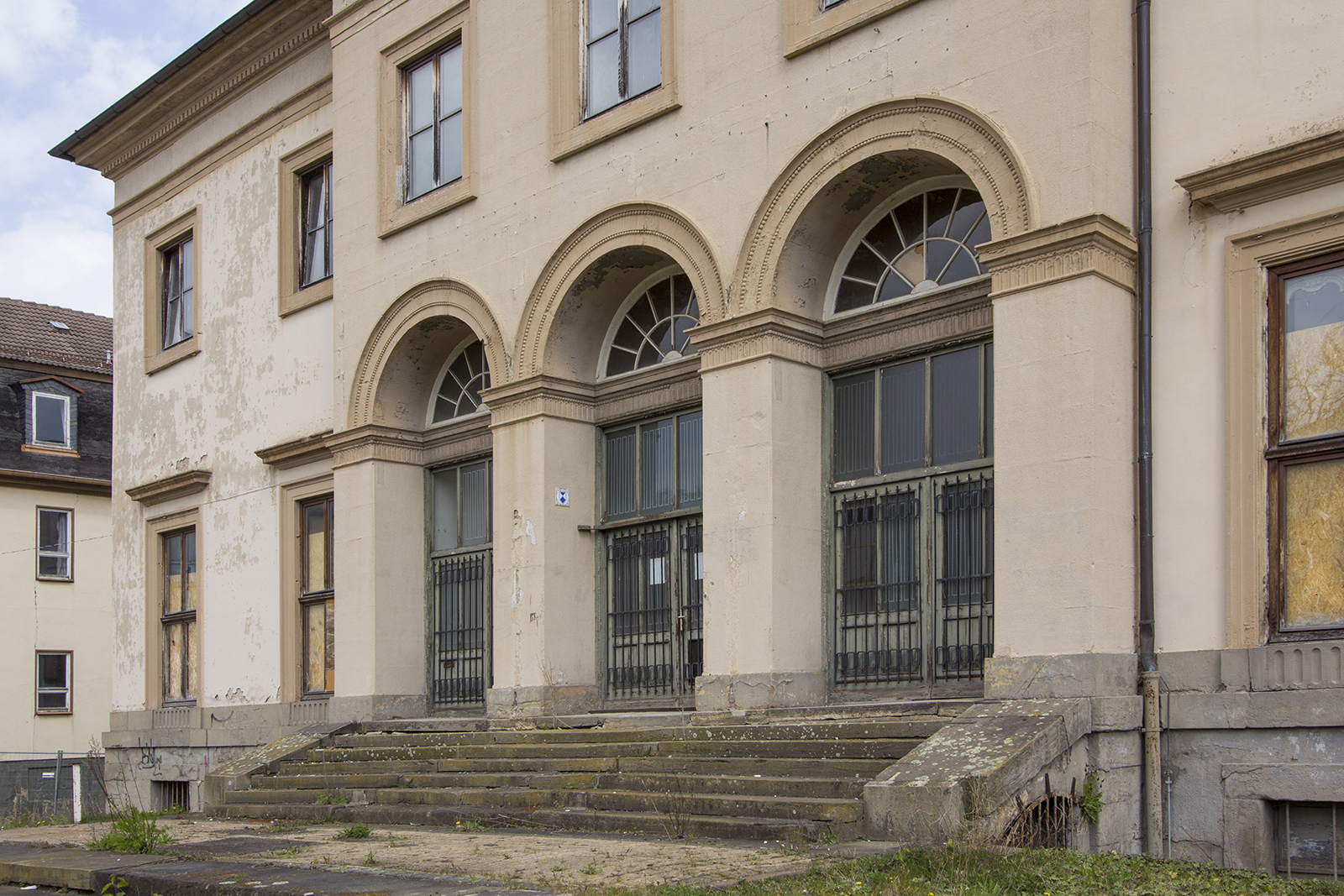
Freitreppe des Prinzenpalais 2017 (abgerissen)

Das Palais ist zweigeschossig mit hohen Fenstern im klassizistischen Stil errichtet worden. Die Vorderfront ist durch einen breiten Mittelrisalit mit Dreieckgiebel in der Dachzone und drei portalartigen Türen gegliedert, zu denen eine Freitreppe führte. Im Inneren gibt es Gesellschaftsräume mit Vestibül, einen Saal an der Südseite und einen ursprünglich nur durch von oben belichteten Ausstellungsraum an der Parkseite. Die Wohnräume im Obergeschoss werden durch eine runde Wendeltreppe erschlossen, die sich in einem ebenfalls runden, durch eine Laterne von oben belichteten Treppenhaus befindet. Dieses stammt möglicherweise aus der Zeit des Wiederaufbaus nach dem Brand 1838 und ähnelt anderen Treppenhäusern von Gothaer Villen der Zeit (Villa Madelung, Villa Kunreuther, Hofreiterhaus u. a.).